# Jacqueline Faría
Pour les articles homonymes, voir Faria.
Jacqueline Faría, née le 3 février 1957 à Caracas, est une ingénieure et femme politique vénézuélienne. 
Elle est ministre de l'Environnement de 2005 à 2007, chef du gouvernement du District capital de Caracas de 2009 à 2014 et ministre de la Communication et de l'Information de 2014 à 2015. 
Elle est par ailleurs vice-présidente du Parti socialiste unifié du Venezuela pour les États de Zulia et de Falcón. 

## Biographie

### Formation
Elle obtient son diplôme d'ingénieur hydraulique à l'université centrale du Venezuela.

### Ministre de l'Environnement
En 1999, elle est nommée présidente de Hidrocapital, entreprise publique chargé de l'approvisionnement en eau potable de la capitale Caracas.
Elle est nommée ministre de l'Environnement par le président Hugo Chávez en 2004. Elle se voit confier le dossier du nettoyage et de la sauvegarde du río Guaire, projet qui devrait s'achever en 2014. En 2007, elle cède sa place à Yubirí Ortega.

## Sources
- (es) Cet article est partiellement ou en totalité issu de l’article de Wikipédia en espagnol intitulé « Jacqueline Faría » (voir la liste des auteurs).